# Polymesoda mexicana
Polymesoda mexicana is een tweekleppigensoort uit de familie van de Cyrenidae. De wetenschappelijke naam van de soort is voor het eerst geldig gepubliceerd in 1829 door Broderip & G.B. Sowerby I als Cyrena mexicana.